# 普布利乌斯·克洛狄乌斯·特拉塞亚·帕埃图斯
普布利乌斯·克洛狄乌斯·特拉塞亚·帕埃图斯（英語：Publius Clodius Thrasea Paetus），（？—66年）。约于公元1世纪前后活动。66年自杀。他是一位古罗马元老，效法小加图，并著有后者的《传记》。